# ターミナルケア
ターミナルケア（英: End-of-life care、終末期医療）とは、終末期の医療および看護のことである。

## 終末期の定義
日本の法律、国際連合で採択された条約、日本の厚生労働省、世界保健機関、医学学会などによる、公的に統一された定義はしていない。
老衰・病気・障害の進行により死を回避するいかなる方法もなく、予想される余命が3~6ヶ月以内程度の意味で表現されている場合がある。事故・災害・急性疾患により突然死した場合や、急性期の病気で発症から数時間～数何日間程度で死に至った場合は、死亡日以前に余命3ヶ月などと予想される状況ではないので、死亡日から逆算して3ヶ月以内を終末期とは表現しない。

## ターミナルケアの目的
終末期の患者は、老衰、ガン、アルツハイマー型認知症、レビー小体型認知症、筋萎縮性側索硬化症、筋ジストロフィー、パーキンソン病など疾病の進行、交通事故や災害などによる重大な負傷により、特定又は全身の臓器の機能不全または多臓器不全になっているので、医学的・生物的に救命や延命は不可能であり延命治療は行なわず、病気や障害からの回復や、病気や障害の進行の遅延や、心身の機能の維持を目的とする医療も不可能であり行なわない。
終末期の患者に対して身体的苦痛や精神的苦痛を緩和・軽減する事によりクオリティ・オブ・ライフ（QOL）を維持・向上する事を目的として、緩和医療に加え、精神的側面を重視した総合的な措置がとられる。
厚生労働省は「人生の最終段階における医療の決定プロセスに関するガイドライン」（平成19年5月策定、改訂平成27年3月）を策定していて、平成30年の診療報酬・介護報酬改定において、地域包括ケア病棟を有する保険医療機関等においては同ガイドライン等の内容を踏まえ、看取りに関する指針を定めていることが診療実績の評価に係る要件として明示された。

## ターミナルケアを行う施設
ターミナルケアを行う施設としては、終末期の緩和ケア病床、慢性期の療養病床、老人介護施設、障害者介護施設などがある。ターミナルケアを専門に行う医療施設はホスピスとも呼ばれる。この外来語の語源である英語「hospice」の原義は、聖地への巡礼者や旅行者を、小さな礼拝堂を持つような教会が泊めた巡礼教会であった。患者や家族が在宅生活を希望する場合は、訪問医療・訪問看護による在宅での見取りケアという方法もある。
日本の医療制度・介護制度としては、ターミナルケアを行う施設として、健康保険が適用される施設として、ホスピス、医療療養病床、介護保険が適用される施設として介護療養病床、介護療養型老人保健施設、特別養護老人ホームがある。

## リテラシー向上
| 国             | 年             | キャンペーン名                           |
| -------------- | -------------- | ---------------------------------------- |
| オーストラリア | 2015           | ダイイング・トゥ・トーク                 |
| オーストラリア | 2017           | 在宅緩和ケアの選択肢が広がる             |
| オーストラリア | 2017           | 専門家による緩和ケアとアドバンス         |
| オーストラリア | 2017           | 私の終末期ケア                           |
| オーストラリア | 2018           | 最も重要なこと                           |
| オーストラリア | 2019           | 高齢者介護対策における包括的緩和ケア     |
| オーストラリア | 2020           | 全国緩和ケア                             |
| オーストラリア | 2020           | 緩和ケア                                 |
| アイスランド   | 2015           | 死ぬ術                                   |
| アイスランド   | 2016           | 死ぬ術                                   |
| アイスランド   | 2016           | 死のカフェ                               |
| アイスランド   | 2016           | アイスランド北部の緩和ケアサービス       |
| アイスランド   | 2016           | アイスランド北部でのPCセミナー           |
| アイスランド   | 2021           | 誰もが死ぬ                               |
| アイルランド   | 2010 2014-2020 | 緩和ケア週間                             |
| 日本           | 2014           | EOLC強化イニシアチブ                     |
| 日本           | 2017           | オレンジバルーンプロジェクト             |
| 日本           | 2020           | 人生会議(アドバンス・ケア・プランニング) |
| 韓国           | 2007           | 疼痛管理キャンペーン                     |
| 韓国           | 2013           | ホスピスデーキャンペーン                 |
| ルクセンブルク | 2009           | 緩和ケアの手引き                         |
| ルクセンブルク | 2019           | 人生の終わりの私の意志                   |
| ノルウェー     | 1999           | キャンペーン:価値委員会                  |
| ノルウェー     | 2013           | キャンペーン: 死のカフェ                 |
| ノルウェー     | N/A            | キャンペーン: 死は私たち全員を揺るがす   |
| ノルウェー     | 2021           | 死についての開放性                       |
| スロベニア     | 2012           | キャンペーン：自宅で                     |
| スロベニア     | 2018           | キャンペーン: 最後の援助                 |
| アメリカ       | 2010           | 緩和ケア                                 |
| アメリカ       | 2014           | NIHSeniorHealth.gov                      |
| アメリカ       | 2014           | 会話プロジェクト                         |

人々の終末期に関する情報と認識を向上させることで、誤解（社会的スティグマ）を減らすことが可能である。OECD22カ国を対象とした調査では、83%において緩和ケアについての情報提供プログラムが、国もしくは地方自治体レベルで存在する。リビング･ウイルについては45%、DNARについては14%であった。
| 規制あり                    | デンマーク、エストニア、ギリシャ、リトアニア、ノルウェー、メキシコ、スロベニア、米国     |
| ガイドラインあり            | ベルギー、日本、ノルウェー、オランダ、英国イングランド                                   |
| 規制および ガイドラインあり | コスタリカ、フランス、ハンガリー、アイスランド、イタリア、ラトビア、ポーランド、イギリス |
| いいえ                      | ポルトガル、アイルランド、チェコ                                                         |
| 地方に任せられる            | オーストラリア、カナダ、スウェーデン                                                     |

## 日本における歴史
2007年5月、厚生労働省は「人生の最終段階における医療の決定プロセスに関するガイドライン」の初版を公表した。
2012年6月、社会保障制度改革推進法が成立。その第6条3では「個人の尊厳が重んぜられ、患者の意思がより尊重されるよう必要な見直しを行い、特に人生の最終段階（ターミナルケア）を穏やかに過ごすことができる環境を整備する」と定められた。
2018年3月、11年ぶりに『人生の最終段階における医療の決定プロセスに関するガイドライン』の指針が左記のポイントで改訂が行われた。まず、『人生の最終段階における医療の決定プロセスに関するガイドライン」』から『人生の最終段階における医療・ケアの決定プロセスに関するガイドライン』に名称が変更された。また、医療ケアーチームに加えて介護従事者も参加すること、本人の意思は変化しうるものであり、医療・ケアの方針や、どのような生き方を望むか等を、日頃から繰り返し話し合うことが強調されている。また、本人が意志を伝えられないときは家族等の信頼できる者を決めること、単身者は親しい友人を対象者として拡大している。話し合った内容はその都度文書に残し、本人、家族等、医療・介護チームが共有し、ACPの取組の重要性を強調している。
2018年11月、厚生労働省は、終末期の患者が家族や医師と話し合って治療方針を決める「アドバンス・ケア・プランニング」（ACP）の国内普及を図っており、その愛称を「人生会議」として公表した。
2019年11月、同省は「人生会議」の啓発ポスターを作成し、キャラクターに吉本新喜劇俳優の小籔千豊が起用されたが、ポスターの内容が「不安を煽る」「（ACP普及への理解は認めるが）これでは人生会議というよりは、死に方会議のポスターである」「ACPへの誤解や、遺族を傷つける可能性がある」などと、SNSやがん患者団体などからの批判を受け、地方公共団体への発送を中止している。

## 臨床研究
2024年のランダム化比較試験で、がんのターミナルケアに一般医療従事者が関わることにより医療費を削減できたとの研究報告がある
。